# TVR Timișoara
TVR Timișoara este studioul regional al Societății Române de Televiziune (TVR) pe partea de vest a țării. Acoperă actualitatea din județele Timiș, Arad, Caraș-Severin și Hunedoara, pentru cca 2.000.000 de telespectatori.
Emite din 17 octombrie 1994, după studioul din Cluj, care a luat ființă în 1990, și cel din Iași, care a început să emită din 1991, primele programe având în acea perioadă o durată de doar 35 de minute săptămânal.
Data de 25 ianuarie 2002 marchează startul programului regional - două ore de emisie zilnică, prin splitarea canalului TVR 2, între orele 18.00-20.00.
Emisia pe satelit a tuturor studiourilor regionale a fost posibilă din data de 19 martie 2007.
Din 1 mai 2007 Studioul TVR Timișoara a demarat și un program propriu pe frecvență terestră locală, pe canalul 53.
Concomitent, TVR Timișoara a produs și difuzat emisiuni, filme documentare, duplexuri și programe de știri pentru canalele naționale TVR 1, TVR 2, TVR International și TVR Cultural.
Din 10 noiembrie 2008 până în prezent, studioul realizează emisiuni pentru canalul TVR 3, canalul de emisie al tuturor studiourilor regionale ale SRTv. 
TVR Timișoara a încheiat de-a lungul timpului acorduri de colaborare transfrontaliera cu studiouri de televiziune din Serbia - RTV Novi Sad, RTV Pancevo, TV Banat Vârșeț, din Ungaria - MTV Szeged și din Ucraina - RadioTeleviziunea TRANSCARPATIA Ujgorod. 
O serie de producții realizate de TVR Timișoara au fost premiate la numeroase festivaluri naționale și internaționale de televiziune. În palmaresul studioului figurează peste 120 de premii.
Parametrii de recepție de pe satelit al programului TVR Timișoara: 
Satelit SESAT, 16 grade EST, Frecventa 11.557 MHz, SR 29.950 Msymb/sec, FEC ¾, Polarizare Verticala.
Din anul 2010 CNA obliga toate firmele de cablu sa retransmita toate canalele TVR (in functie de regiune) prin criteriul must-carry. Astfel, TVR Timișoara este obligată să retransmită în județele: Timiș, Arad, Hunedoara și Caraș-Severin.